# イナ＝ヨーコ・トイテンベルク
イナ＝ヨーコ・トイテンベルク（Ina-Yoko Teutenberg、1974年10月28日 - ）は、ドイツ、デュセルドルフ出身の女子自転車競技（ロードレース）選手。

## 来歴
長兄のラース・トイテンベルク、次兄のスヴェン・トイテンベルクもロードレース選手であり、このうちスヴェンは2001年のツール・ド・フランスに出場した（総合80位）経験を持つ。
1990年
- ジュニア世界選手権自転車競技大会
  - ポイントレース 優勝
  - 個人ロードレース 優勝

1995年
- テューリンゲン・ルントファールト 総合優勝

2001年
- クラレンドンカップ 優勝

2002年
- クラレンドンカップ 優勝

2005年
- リバティ・クラシック 優勝
- ロッテルダム・ツアー 優勝

2006年
- UCI女子ロードワールドカップ 総合2位
- ツール・ド・ロード・シクリスト・フェミナン 区間2勝

2007年
- UCI女子ロードワールドカップ 総合3位
- ジロ・ドンネ 区間2勝

2008年
- ステル・ゼーウスフ・エイランデン 総合優勝
- ジロ・ドンネ 区間4勝

2009年
- ドイツ選手権・個人ロードレース 優勝
- ステル・ゼーウスフ・エイランデン 総合優勝
- ロンド・ファン・フラーンデレン 優勝
- レッドランズ・バイシクル・クラシック 総合優勝
- ツール・ド・ロード・シクリスト・フェミナン 区間3勝

2010年
- レッドランズ・バイシクル・クラシック 総合優勝
- ツール・ド・ロード・シクリスト・フェミナン 区間3勝
- ジロ・ドンネ 区間4勝

2011年
- ツアー・オブ・崇明島 
  - ワールドカップ優勝
  - 総合優勝
- ジロ・ドンネ 区間1勝
- ロードレース世界選手権
  - 個人ロード 3位
  - 個人タイムトライアル(ITT) 10位

2012年
- エネルヒワフト・ツアー 総合優勝
- ロンドン五輪・個人ロード 4位
- オープン・ド・スエド・ヴォルゴルダ チームタイムトライアル 優勝（+ エレオノラ・ファン・ダイク, アンバー・ネーベン, シャルロッテ・ベッカー ）
- ロードレース世界選手権
  -  ロードレース世界選手権・チームタイムトライアル 優勝（シャルロッテ・ベッカー、エヴェリン・スティーヴンス、アンバー・ネーベン、エレオノラ・ファン・ダイク、トリクシー・ヴォラク）
  - ITT 6位